# Эйчисон, Джеймс Эдвард Тирни
Джеймс Эдвард Тирни Эйчисон (англ. James Edward Tierney Aitchison, 28 октября 1836 — 30 сентября 1898) — британский врач, хирург и ботаник.

## Биография
Джеймс Эдвард Тирни Эйчисон родился в Индии 28 октября 1836 года.
В 1858 году он получил степень доктора медицины в Эдинбургском университете, а затем поступил в Bengal Medical Service. Он собирал растения в Индии с 1861 по 1872 год, в Афганистане с 1879 по 1885 год, а также в Ирландии в 1867—1869 годах. В 1883 году он стал членом Лондонского королевского общества.
Джеймс Эдвард Тирни Эйчисон умер 30 сентября 1898 года в Лондоне.

## Научная деятельность
Джеймс Эдвард Тирни Эйчисон специализировался на семенных растениях.

## Научные работы
- A catalogue of the plants of the Punjab and Sindh[7], Taylor and Francis, 1869.
- The zoology of the Afghan Delimitation Commission, 1888.

## Почести
Уильям Хемсли назвал в его честь род растений Aitchisonia семейства Мареновые.
В его честь были также названы следующие виды растений:
- Allium aitchisonii Boiss.[9]
- Bupleurum aitchisonii H.Wolff[10]
- Henningia aitchisonii (Baker) A.P.Khokhr.[11]
- Asplenium aitchisonii Fraser-Jenk. & Reichst.[12]
- Impatiens aitchisonii Hook.f.[13]
- Berberis aitchisonii Ahrendt[14]
- Erysimum aitchisonii O.E.Schulz[15]
- Colchicum aitchisonii (Hook.f.) Nasir[16]
- Convolvulus aitchisonii C.B.Clarke[17]
- Carex aitchisonii Boeckeler[18]
- Ephedra aitchisonii (Stapf) V.A.Nikitin[19]
- Iris aitchisonii (Baker) Boiss.[20]
- Astragalus aitchisonii Širj. & Rech.f.[21]
- Tulipa aitchisonii A.D.Hall[22]
- Epilobium aitchisonii P.H.Raven[23]
- Ophioglossum aitchisonii (Clarke) d'Almeida[24]
- Pistolochia aitchisonii (Popov) Soják[25]
- Plantago aitchisonii Pilg.[26]
- Agropyron aitchisonii (Boiss.) P.Candargy[27]
- Primula aitchisonii Pax[28]
- Delphinium aitchisonii Huth[29]
- Agrimonia aitchisonii Schönb.-Tem.[30]
- Rubia aitchisonii Deb & Malick[31]
- Lycopodioides aitchisonii (Hieron.) Tzvelev[32]
- Bifaria aitchisonii Tiegh.[33]